# Miniopterus medius
Miniopterus medius är en fladdermus i familjen läderlappar som beskrevs av Thomas och Wroughton 1909.
Arten förekommer i Sydostasien på Malackahalvön, Borneo, Java och på några mindre öar i regionen. Kanske ska även några fynd från östra Nya Guinea, Bismarckarkipelagen och västra Salomonöarna räknas till denna art. Miniopterus medius lever i låglandet och i bergstrakter upp till 2600 meter över havet. Habitatet utgörs bland annat av skogar och av trädodlingar.
Individerna vilar i grottor, i tunnlar och i bergssprickor. De bildar där kolonier som kan ha upp till 10 000 medlemmar, ibland tillsammans med andra fladdermöss. Inom kolonin håller mindre grupper tätare tillsammans. Arten jagar främst flygande insekter.
Miniopterus medius väger 7,3 till 8,3 g (enligt en annan källa upp till 10 g) och har cirka 41,5 mm långa underarmar. Den brunaktiga pälsen är ljusare än hos Miniopterus australis och Schreibers fladdermus (Miniopterus schreibersii).
Kalkstenbrott och besökare i grottorna kan påverka arten men hela beståndet listas av IUCN som livskraftig (LC).